# グリーン・テンプルトン・カレッジ (オックスフォード大学)
グリーン・テンプルトン・カレッジ（Green Templeton College、略称: GTC）は、イングランド、オックスフォード大学の構成カレッジの1つ。旧ラドクリフ天文台地区に所在する。2008年創立。

## グリーン・テンプルトン・カレッジの関係者

### 校長
- リチャード・ドール（英語版）、疫学者、グリーン・カレッジの初代校長（プリンシパル）

### フェロー
- ジョン・レノックス、アイルランドの数学者
- サー・リチャード・ピート、疫学者
- スティーヴ・ウールガー、社会学者

### 著名な卒業生
- ロン・エマーソン、ブリティッシュ・ビジネス・バンクの初代会長

## ギャラリー

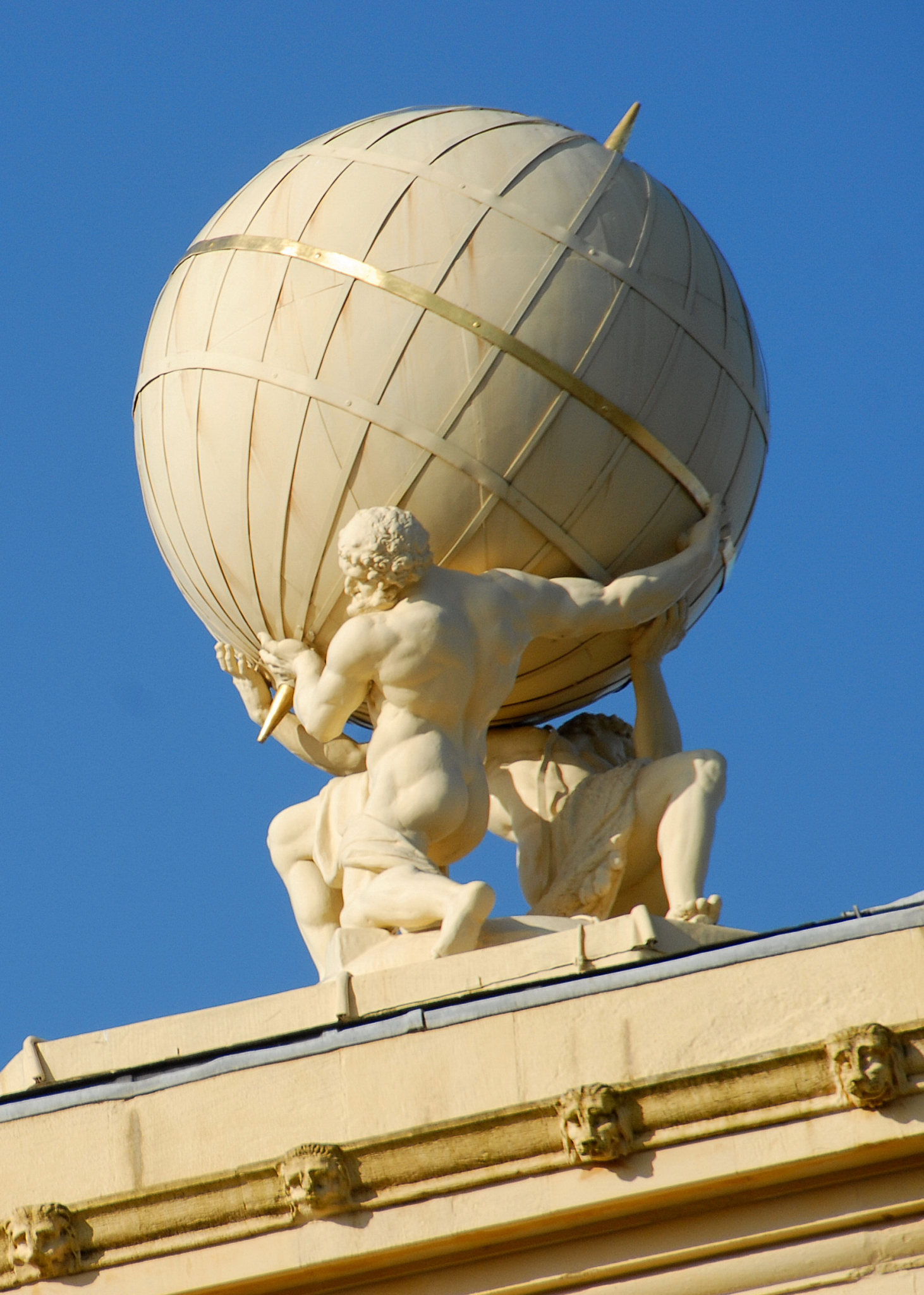
ラドクリフ天文台の頂上、グリーン・テンプルトン・カレッジ、オックスフォード
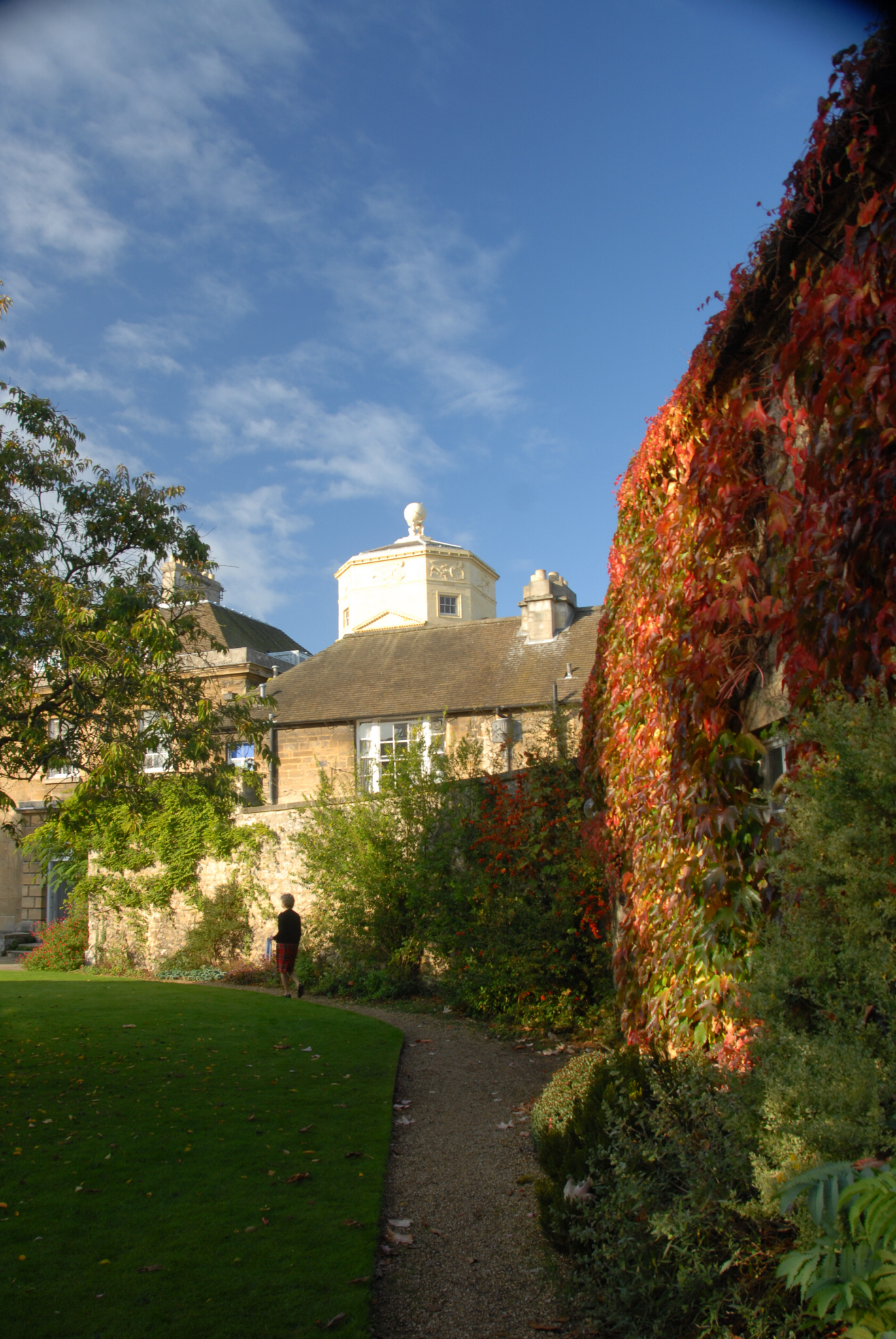
オブザーバーズ・ハウス、グリーン・テンプルトン・カレッジ、オックスフォード
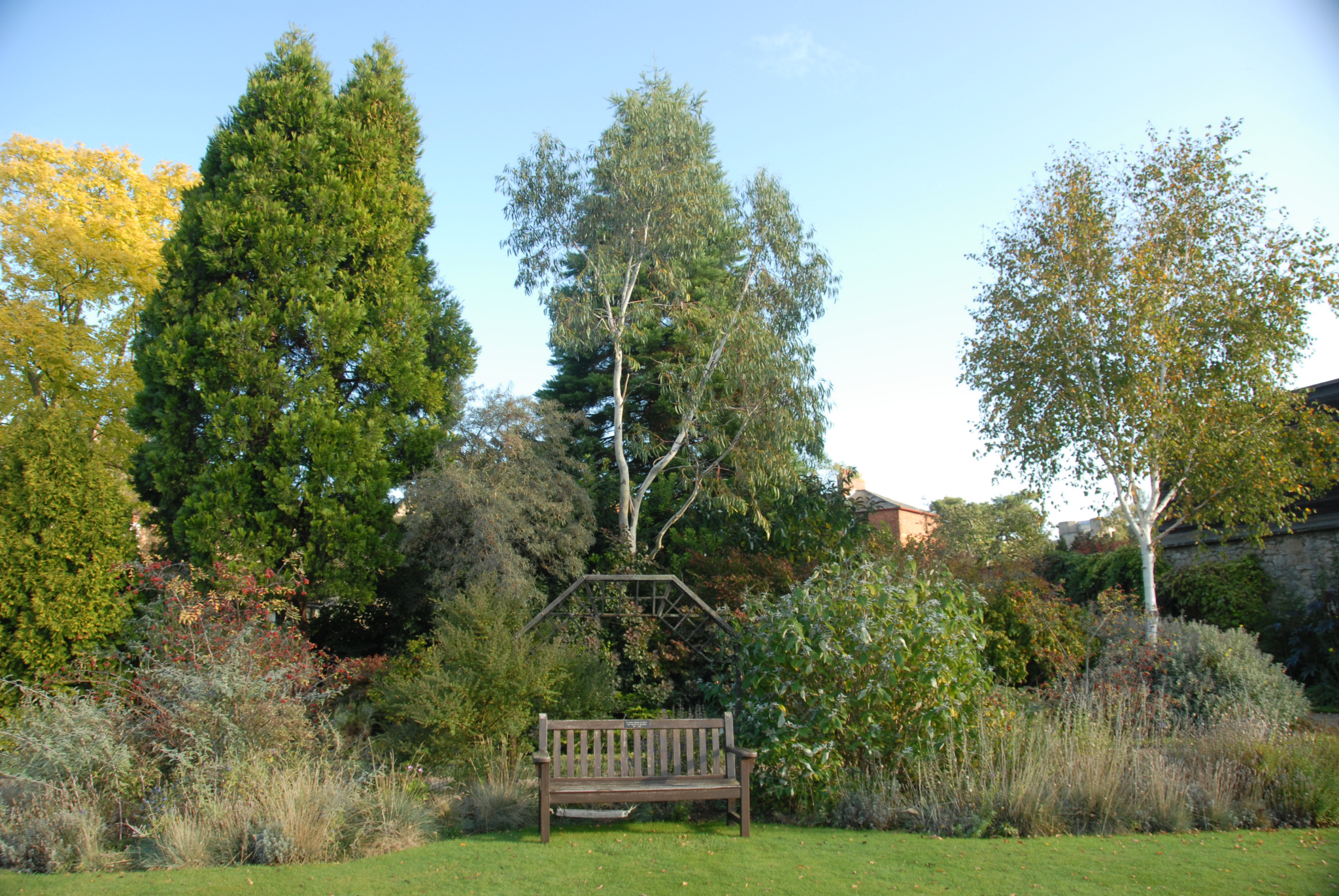
庭の景色、グリーン・テンプルトン・カレッジ、オックスフォード
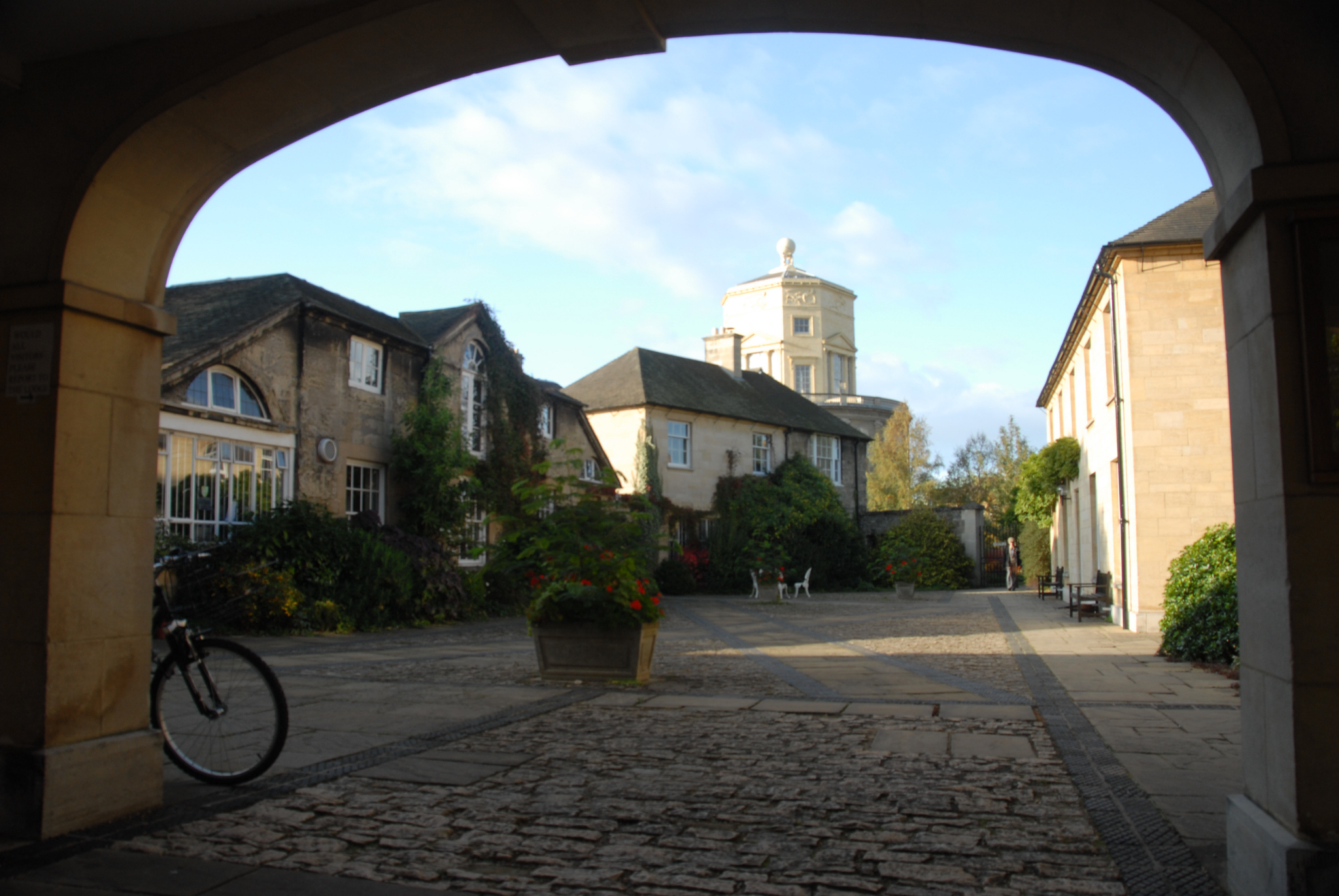
ランケスター・クアッド、グリーン・テンプルトン・カレッジ、オックスフォード